# Cyphomyia nigripes
Cyphomyia nigripes är en tvåvingeart som beskrevs av de Meijere 1919. Cyphomyia nigripes ingår i släktet Cyphomyia och familjen vapenflugor. Inga underarter finns listade i Catalogue of Life.